# Look Sharp!
A Look Sharp! a svéd Roxette duó második stúdióalbuma, mely 1988. október 21-én jelent meg, két évvel az első Pearls of Passion című stúdióalbum után. Az album munkálatai Stockholmban az EMI Stúdióban, és Londonban zajlottak a Trident II Stúdióban 1988. március és szeptember között. Az album a megjelenést követően azonnali siker volt. Hazájában, Svédországban azonnal a slágerlista 1. helyére került, majd végül hatszoros platina helyezést ért el.
A kereskedelmi siker kezdetben szerény volt, majd az album nemzetközi áttörése során azonnal sikeres lett, így több országban is platina, vagy multi-platina helyezést ért el. Az albumról kimásolt kislemezek is világszerte ismertté tették az együttest. A The Look, vagy a Listen to Your Heart az amerikai Billboard Hot 100-as lista élére kerültek, míg a Dangerous és a Dressed for Success a 2. és 14. helyezett volt ugyanezen a listán.

## Előzmények és megjelenés
A Dressed for Success és a Listen to Your Heart volt az első két kislemez, mely Svédországban megjelent, majd az EMI és Gessle úgy döntött, hogy Fredriksson mint vezető énekes lesz jelen a duóban. A dalok sikeresek voltak az országban, és a 2. és 3. helyre kerültek. A Chances az album első kimásolt kislemezeként jelent meg Franciaországban, Németországban, és Olaszországban, de slágerlistás helyezést nem ért el.
A The Look című kislemez 1989 januárjában jelent meg, mint 4. kimásolt kislemez, és Top10-es sláger lett hazájában. Egy Mineapolisi cserediák Dean Cushman miután megvásárolta az albumot, és hazavitte Amerikába, átadta annak másolatát a helyi KDWB 101.3 FM rádióállomásnak, akik elkezdték a dalt játszani, mely gyorsan népszerűvé vált, és más rádiók is átvették a dalt. Az EMI America korábban elutasította a duót, mert alkalmatlannak találták az amerikai piacra, így ott nem volt szerződésük.
A The Look című dal a duó hivatalos promóciója előtt már bent volt a Billboard Hot 100-as lista első 50  helyezettje között, majd nyolc héttel később slágerlistás első helyezett lett. A következő év folyamán a dal folyamatosan került fel 25 ország slágerlistáira. Ausztráliában hat hetet töltött a kislemezlistán. Az albumról kimásolt kislemezek, a Chances kivételével a nemzetközi piacon is megjelentek, illetve a Listen to Your Heart című dal szintén listaelső lett az amerikai Billboard Hot 100-on, míg az albumról kimásolt utolsó dal a Dangerous a 2. helyre került.
| Értékelések       |           |
| Értékelő          | Értékelés |
| AllMusic          | [ 9 ]     |
| Los Angeles Times | [ 4 ]     |

## Kereskedelmi sikerek
A Look Sharp! című album azonnal sikeres lett megjelenésekor hazájában, és több mint 140 000 példányban kelt el a kiadástól számított tíz napon belül. Az album hét hétig volt listaelső, és hatszoros platina helyezést ért el hazájában. Az Egyesült Államokban az albumot 1990. január 20-án a RIAA platina helyezéssel jutalmazta a több mint 1 000 000 feletti eladások végett. 2005-től további 402 000 példány talált gazdára a Nielsen SoundScan adatai alapján, akik 1991 májusától kezdték követni az értékesítési adatokat. Az Egyesült Királyságban a 4. helyet érte el az album, ahol több mint egy évig volt slágerlistás helyezés. A BPI tanúsítványa szerint 1990 decemberében az eladások száma meghaladta a 300 000 példányt. 2001 óta az albumból világszerte több mint 9 millió példány talált gazdára.

## Elismerések
A Roxette-t két Grammy-díjra is jelölték. 1989-ben az Év művésze és a legjobb pop/rock együttes kategóriában. Fredriksson és Gessle a legjobb pop / rock női és legjobb zeneszerző kategóriában díjat nyertek. A Roxette és Fredriksson ebben az időszakban számos "Rockbjörnen" díjat is nyert. 1988-ban a legjobb svéd album, és a legjobb svéd csapat kategóriában is díjat nyertek. Fredriksson négy egymást követő évben – 1986 és 1989 között – a legjobb svéd nő kategóriában nyert díjat.

## Számlista
Az összes dalszöveg szerzője Per Gessle; az összes szám szerzője Gessle, except where noted.
| Look Sharp! – Eredeti 12" vinyl megjelenés | Look Sharp! – Eredeti 12" vinyl megjelenés | Look Sharp! – Eredeti 12" vinyl megjelenés | Look Sharp! – Eredeti 12" vinyl megjelenés | Look Sharp! – Eredeti 12" vinyl megjelenés | Look Sharp! – Eredeti 12" vinyl megjelenés | Look Sharp! – Eredeti 12" vinyl megjelenés | Look Sharp! – Eredeti 12" vinyl megjelenés | Look Sharp! – Eredeti 12" vinyl megjelenés | Look Sharp! – Eredeti 12" vinyl megjelenés |
| #                                          | Cím                                        | Producer                                   | Hossz                                      |                                            |                                            |                                            |                                            |                                            |                                            |
| ------------------------------------------ | ------------------------------------------ | ------------------------------------------ | ------------------------------------------ | ------------------------------------------ | ------------------------------------------ | ------------------------------------------ | ------------------------------------------ | ------------------------------------------ | ------------------------------------------ |
| 1.                                         | The Look                                   | Clarence Öfwerman                          | 3:57                                       |                                            |                                            |                                            |                                            |                                            |                                            |
| 2.                                         | Dressed for Success                        | Öfwerman                                   | 4:09                                       |                                            |                                            |                                            |                                            |                                            |                                            |
| 3.                                         | Sleeping Single                            | Öfwerman                                   | 4:38                                       |                                            |                                            |                                            |                                            |                                            |                                            |
| 4.                                         | Paint                                      | Öfwerman                                   | 3:30                                       |                                            |                                            |                                            |                                            |                                            |                                            |
| 5.                                         | Dance Away                                 | Öfwerman                                   | 3:25                                       |                                            |                                            |                                            |                                            |                                            |                                            |
| 6.                                         | Cry                                        | Adam Moseley                               | 5:19                                       |                                            |                                            |                                            |                                            |                                            |                                            |
| 7.                                         | Chances                                    | Moseley                                    | 4:57                                       |                                            |                                            |                                            |                                            |                                            |                                            |
| 8.                                         | Dangerous                                  | Öfwerman                                   | 3:48                                       |                                            |                                            |                                            |                                            |                                            |                                            |
| 9.                                         | Half a Woman, Half a Shadow                | Öfwerman                                   | 3:35                                       |                                            |                                            |                                            |                                            |                                            |                                            |
| 10.                                        | View from a Hill                           | Moseley                                    | 3:40                                       |                                            |                                            |                                            |                                            |                                            |                                            |
| 11.                                        | Shadow of a Doubt                          | Öfwerman                                   | 4:14                                       |                                            |                                            |                                            |                                            |                                            |                                            |
| 12.                                        | Listen to Your Heart                       | Öfwerman                                   | 5:28                                       |                                            |                                            |                                            |                                            |                                            |                                            |
| 50:40                                      |                                            |                                            |                                            |                                            |                                            |                                            |                                            |                                            |                                            |

| Look Sharp! – Eredeti CD megjelenés | Look Sharp! – Eredeti CD megjelenés | Look Sharp! – Eredeti CD megjelenés | Look Sharp! – Eredeti CD megjelenés | Look Sharp! – Eredeti CD megjelenés | Look Sharp! – Eredeti CD megjelenés | Look Sharp! – Eredeti CD megjelenés | Look Sharp! – Eredeti CD megjelenés | Look Sharp! – Eredeti CD megjelenés | Look Sharp! – Eredeti CD megjelenés |
| #                                   | Cím                                 | Producer                            | Hossz                               |                                     |                                     |                                     |                                     |                                     |                                     |
| ----------------------------------- | ----------------------------------- | ----------------------------------- | ----------------------------------- | ----------------------------------- | ----------------------------------- | ----------------------------------- | ----------------------------------- | ----------------------------------- | ----------------------------------- |
| 11.                                 | (I Could Never) Give You Up         | Öfwerman                            | 3:58                                |                                     |                                     |                                     |                                     |                                     |                                     |
| 12.                                 | Shadow of a Doubt                   | Öfwerman                            | 4:14                                |                                     |                                     |                                     |                                     |                                     |                                     |
| 13.                                 | Listen to Your Heart                | Öfwerman                            | 5:28                                |                                     |                                     |                                     |                                     |                                     |                                     |
| 54:38                               |                                     |                                     |                                     |                                     |                                     |                                     |                                     |                                     |                                     |

| Look Sharp!– 2009 reissue (CD bonus tracks) | Look Sharp!– 2009 reissue (CD bonus tracks) | Look Sharp!– 2009 reissue (CD bonus tracks) | Look Sharp!– 2009 reissue (CD bonus tracks) | Look Sharp!– 2009 reissue (CD bonus tracks) | Look Sharp!– 2009 reissue (CD bonus tracks) | Look Sharp!– 2009 reissue (CD bonus tracks) | Look Sharp!– 2009 reissue (CD bonus tracks) | Look Sharp!– 2009 reissue (CD bonus tracks) | Look Sharp!– 2009 reissue (CD bonus tracks) |
| #                                           | Cím                                         | Producer                                    | Hossz                                       |                                             |                                             |                                             |                                             |                                             |                                             |
| ------------------------------------------- | ------------------------------------------- | ------------------------------------------- | ------------------------------------------- | ------------------------------------------- | ------------------------------------------- | ------------------------------------------- | ------------------------------------------- | ------------------------------------------- | ------------------------------------------- |
| 14.                                         | The Voice                                   | Öfwerman                                    | 4:14                                        |                                             |                                             |                                             |                                             |                                             |                                             |
| 15.                                         | One Is Such a Lonely Number (Demo)          | Öfwerman                                    | 3:31                                        |                                             |                                             |                                             |                                             |                                             |                                             |
| 16.                                         | Don't Believe in Accidents (Demo)           | Gessle                                      | 3:41                                        |                                             |                                             |                                             |                                             |                                             |                                             |
| 66:04                                       |                                             |                                             |                                             |                                             |                                             |                                             |                                             |                                             |                                             |

| Look Sharp! – 2009 reissue (iTunes bonus tracks) | Look Sharp! – 2009 reissue (iTunes bonus tracks)    | Look Sharp! – 2009 reissue (iTunes bonus tracks) | Look Sharp! – 2009 reissue (iTunes bonus tracks) | Look Sharp! – 2009 reissue (iTunes bonus tracks) | Look Sharp! – 2009 reissue (iTunes bonus tracks) | Look Sharp! – 2009 reissue (iTunes bonus tracks) | Look Sharp! – 2009 reissue (iTunes bonus tracks) | Look Sharp! – 2009 reissue (iTunes bonus tracks) | Look Sharp! – 2009 reissue (iTunes bonus tracks) |
| #                                                | Cím                                                 | Hossz                                            |                                                  |                                                  |                                                  |                                                  |                                                  |                                                  |                                                  |
| ------------------------------------------------ | --------------------------------------------------- | ------------------------------------------------ | ------------------------------------------------ | ------------------------------------------------ | ------------------------------------------------ | ------------------------------------------------ | ------------------------------------------------ | ------------------------------------------------ | ------------------------------------------------ |
| 17.                                              | Cry (Demo)                                          | 5:07                                             |                                                  |                                                  |                                                  |                                                  |                                                  |                                                  |                                                  |
| 18.                                              | Dressed for Success (Chris Lord-Alge/US Single Mix) | 4:10                                             |                                                  |                                                  |                                                  |                                                  |                                                  |                                                  |                                                  |
| 19.                                              | Listen to Your Heart (US Single Mix)                | 4:52                                             |                                                  |                                                  |                                                  |                                                  |                                                  |                                                  |                                                  |
| 20.                                              | Surrender (Live)                                    | 3:09                                             |                                                  |                                                  |                                                  |                                                  |                                                  |                                                  |                                                  |
| 21.                                              | Neverending Love (Live)                             | 3:27                                             |                                                  |                                                  |                                                  |                                                  |                                                  |                                                  |                                                  |
| 86:49                                            |                                                     |                                                  |                                                  |                                                  |                                                  |                                                  |                                                  |                                                  |                                                  |

| Look Sharp! – 30th Anniversary Edition (bonus disc) | Look Sharp! – 30th Anniversary Edition (bonus disc)                                        | Look Sharp! – 30th Anniversary Edition (bonus disc) | Look Sharp! – 30th Anniversary Edition (bonus disc) | Look Sharp! – 30th Anniversary Edition (bonus disc) | Look Sharp! – 30th Anniversary Edition (bonus disc) | Look Sharp! – 30th Anniversary Edition (bonus disc) | Look Sharp! – 30th Anniversary Edition (bonus disc) | Look Sharp! – 30th Anniversary Edition (bonus disc) | Look Sharp! – 30th Anniversary Edition (bonus disc) |
| #                                                   | Cím                                                                                        | Hossz                                               |                                                     |                                                     |                                                     |                                                     |                                                     |                                                     |                                                     |
| --------------------------------------------------- | ------------------------------------------------------------------------------------------ | --------------------------------------------------- | --------------------------------------------------- | --------------------------------------------------- | --------------------------------------------------- | --------------------------------------------------- | --------------------------------------------------- | --------------------------------------------------- | --------------------------------------------------- |
| 1.                                                  | The Look (T&A Demo) (30 March 1988)                                                        | 3:29                                                |                                                     |                                                     |                                                     |                                                     |                                                     |                                                     |                                                     |
| 2.                                                  | Dressed for Success (T&A Demo) (20 May 1987)                                               | 3:22                                                |                                                     |                                                     |                                                     |                                                     |                                                     |                                                     |                                                     |
| 3.                                                  | Dressed for Success (EMI Demo) (26–30 May 1987)                                            | 3:53                                                |                                                     |                                                     |                                                     |                                                     |                                                     |                                                     |                                                     |
| 4.                                                  | Sleeping Single (T&A Demo) (22 May 1987)                                                   | 3:54                                                |                                                     |                                                     |                                                     |                                                     |                                                     |                                                     |                                                     |
| 5.                                                  | Sleeping Single (EMI Demo) (26–30 May 1987)                                                | 3:48                                                |                                                     |                                                     |                                                     |                                                     |                                                     |                                                     |                                                     |
| 6.                                                  | Paint (T&A Demo) (28 April 1988)                                                           | 3:36                                                |                                                     |                                                     |                                                     |                                                     |                                                     |                                                     |                                                     |
| 7.                                                  | Dance Away (T&A Demo) (9 February 1988)                                                    | 3:36                                                |                                                     |                                                     |                                                     |                                                     |                                                     |                                                     |                                                     |
| 8.                                                  | Cry (T&A Demo) (9 February 1988)                                                           | 5:08                                                |                                                     |                                                     |                                                     |                                                     |                                                     |                                                     |                                                     |
| 9.                                                  | Chances (T&A Demo) (24 November 1987)                                                      | 4:19                                                |                                                     |                                                     |                                                     |                                                     |                                                     |                                                     |                                                     |
| 10.                                                 | Dangerous (Acoustic Version) (T&A Demo) (25 February 1987)                                 | 3:08                                                |                                                     |                                                     |                                                     |                                                     |                                                     |                                                     |                                                     |
| 11.                                                 | Dangerous (EMI Demo) (26–30 May 1987)                                                      | 3:29                                                |                                                     |                                                     |                                                     |                                                     |                                                     |                                                     |                                                     |
| 12.                                                 | View from a Hill (T&A Demo) (17 November 1987)                                             | 3:17                                                |                                                     |                                                     |                                                     |                                                     |                                                     |                                                     |                                                     |
| 13.                                                 | (I Could Never) Give You Up (T&A Demo) (18 December 1987)                                  | 3:45                                                |                                                     |                                                     |                                                     |                                                     |                                                     |                                                     |                                                     |
| 14.                                                 | Shadow of a Doubt (T&A Demo) (9 February 1988)                                             | 3:12                                                |                                                     |                                                     |                                                     |                                                     |                                                     |                                                     |                                                     |
| 15.                                                 | Listen to Your Heart (T&A Demo) (9 May 1988)                                               | 4:26                                                |                                                     |                                                     |                                                     |                                                     |                                                     |                                                     |                                                     |
| 16.                                                 | From Head to Toe (EMI Demo) (26–30 May 1987)                                               | 3:20                                                |                                                     |                                                     |                                                     |                                                     |                                                     |                                                     |                                                     |
| 17.                                                 | Never Is a Long Time (EMI Demo) (26–30 May 1987)                                           | 3:53                                                |                                                     |                                                     |                                                     |                                                     |                                                     |                                                     |                                                     |
| 18.                                                 | (I Could Never) Give You Up (Album Version) (bonus track on vinyl editions of the reissue) | 4:00                                                |                                                     |                                                     |                                                     |                                                     |                                                     |                                                     |                                                     |
| 19.                                                 | The Voice                                                                                  | 4:16                                                |                                                     |                                                     |                                                     |                                                     |                                                     |                                                     |                                                     |
| 20.                                                 | One Is Such a Lonely Number (EMI Demo) (September 1987)                                    | 3:34                                                |                                                     |                                                     |                                                     |                                                     |                                                     |                                                     |                                                     |
| 21.                                                 | Don't Believe in Accidents (Demo) (Spring 1988)                                            | 3:43                                                |                                                     |                                                     |                                                     |                                                     |                                                     |                                                     |                                                     |
| 79:08                                               |                                                                                            |                                                     |                                                     |                                                     |                                                     |                                                     |                                                     |                                                     |                                                     |

## Slágerlista
| Slágerlista (1988–89)                    | Legjobb helyezés |
| ---------------------------------------- | ---------------- |
| Australian Albums (ARIA)                 | 2                |
| Austrian Albums (Ö3 Austria)             | 3                |
| Canadian Albums (RPM)                    | 5                |
| Dutch Albums (Album Top 100)             | 17               |
| Finnish Albums (Suomen virallinen lista) | 8                |
| German Albums (Offizielle Top 100)       | 7                |
| Japanese Albums (Oricon)                 | 85               |
| New-Zealand Albums (RMNZ)                | 12               |
| Norwegian Albums (VG-lista)              | 1                |
| Spanish Albums (Promúsicae)              | 6                |
| Sweden Albums (Sverigetopplistan)        | 1                |
| Swiss Albums (Schweizer Hitparade)       | 2                |
| UK Albums (OCC)                          | 4                |
| US Albums (Billboard 200)                | 23               |

| Slágerlista (1989)                 | Helyezés |
| ---------------------------------- | -------- |
| Australian Albums (ARIA)           | 17       |
| Canadian Albums (RPM)              | 20       |
| German Albums (GfK)                | 38       |
| Norwegian Albums (VG-lista)        | 2        |
| Swiss Albums (Schweizer Hitparade) | 4        |
| US Billboard 200                   | 81       |
| Slágerlista (1990)                 | Helyezés |
| Australian Albums (ARIA)           | 56       |
| Dutch Albums (MegaCharts)          | 58       |
| German Albums (GfK)                | 11       |
| New Zealand Albums (RMNZ)          | 21       |
| US Billboard 200                   | 45       |

### Minősítések
| Ország                           | Minősítés  | Eladások  |
| -------------------------------- | ---------- | --------- |
| Ausztrália ARIA                  | 3x platina | 210 000   |
| Kanada (Music Canada)            | 6x platina | 600 000   |
| Ausztria (IFPI Austria)          | arany      | 602 000   |
| Németország (BVMI)               | 2x platina | 100 000   |
| Egyesült Királyság (BPI)         | platina    | 300 000   |
| Finnország (Musiikkituottajat)   | platina    | 54.376    |
| Hollandia (NVPI)                 | 2x platina | 200 000   |
| Új-Zéland (RMNZ)                 | platina    | 15 000    |
| Spanyolország (PROMUSICAE)       | platina    | 100 000   |
| Svédország (GLF)                 | 6x platina | 600 000   |
| Svájc (IFPI) Svájc               | 2x platina | 100 000   |
| Amerikai Egyesült Államok (RIAA) | platina    | 1 000 000 |